# Westermoskee
La Westermoskee (prononcé en néerlandais : [ˌʋɛstərmɔsˈkeː] ; en turc : Ayasofya Camii), en français mosquée de l'Ouest est une mosquée située à Amsterdam, aux Pays-Bas. 

## Histoire
Le bâtiment a été conçu par les architectes traditionnels français Marc et Nada Breitman, lauréats du prix Driehaus 2018 et faisant partie du mouvement New Classical. La construction a commencé en 2013 et le bâtiment a été achevé en 2015. La mosquée a été ouverte officieusement le 1er avril 2016.
Elle est située sur la rive du canal Schinkel à De Baarsjes dans l'arrondissement d'Amsterdam-Ouest. Avec une surface au sol de 800 m2 et une capacité de 1700 personnes, c'est la plus grande mosquée des Pays-Bas.

## Galerie

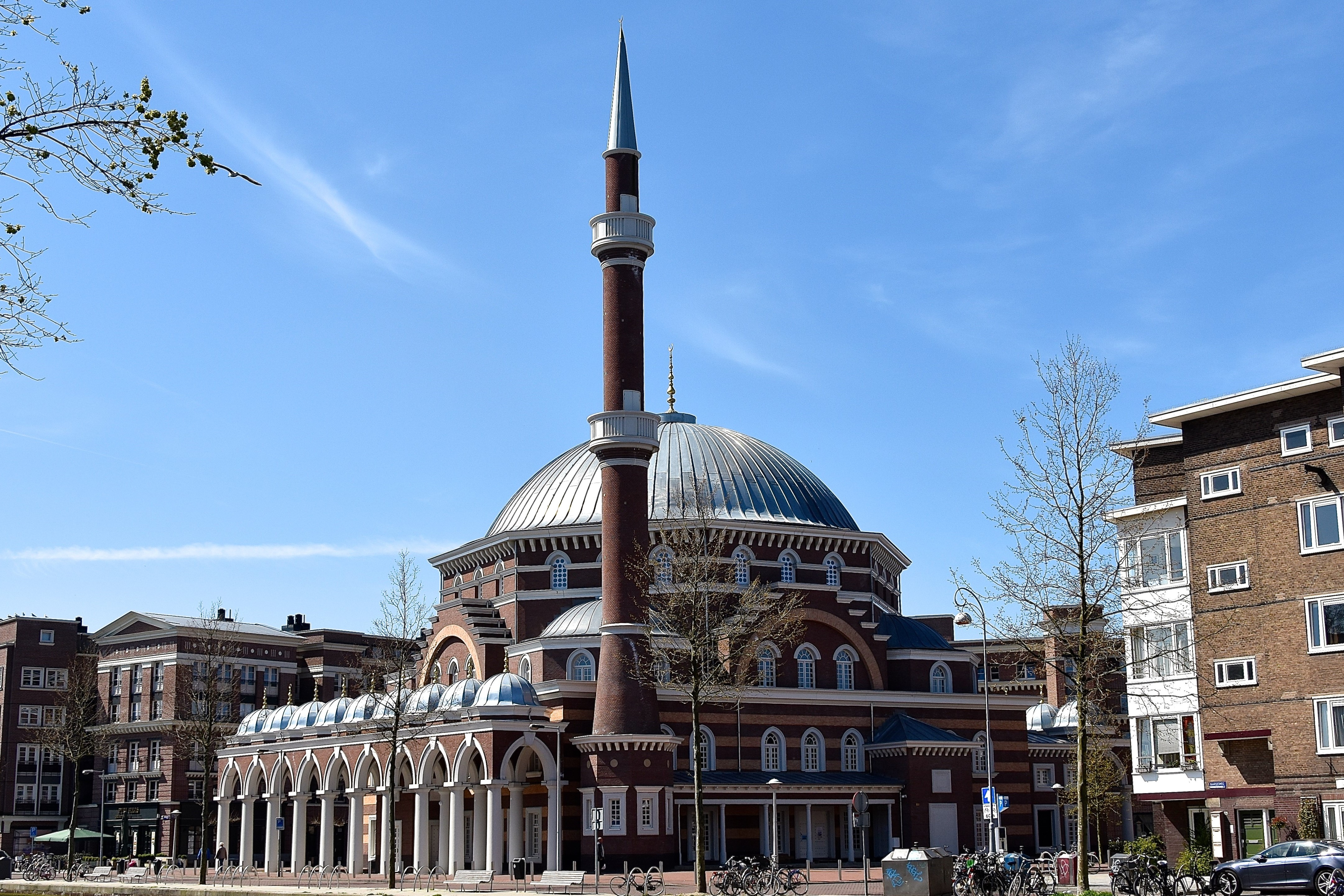
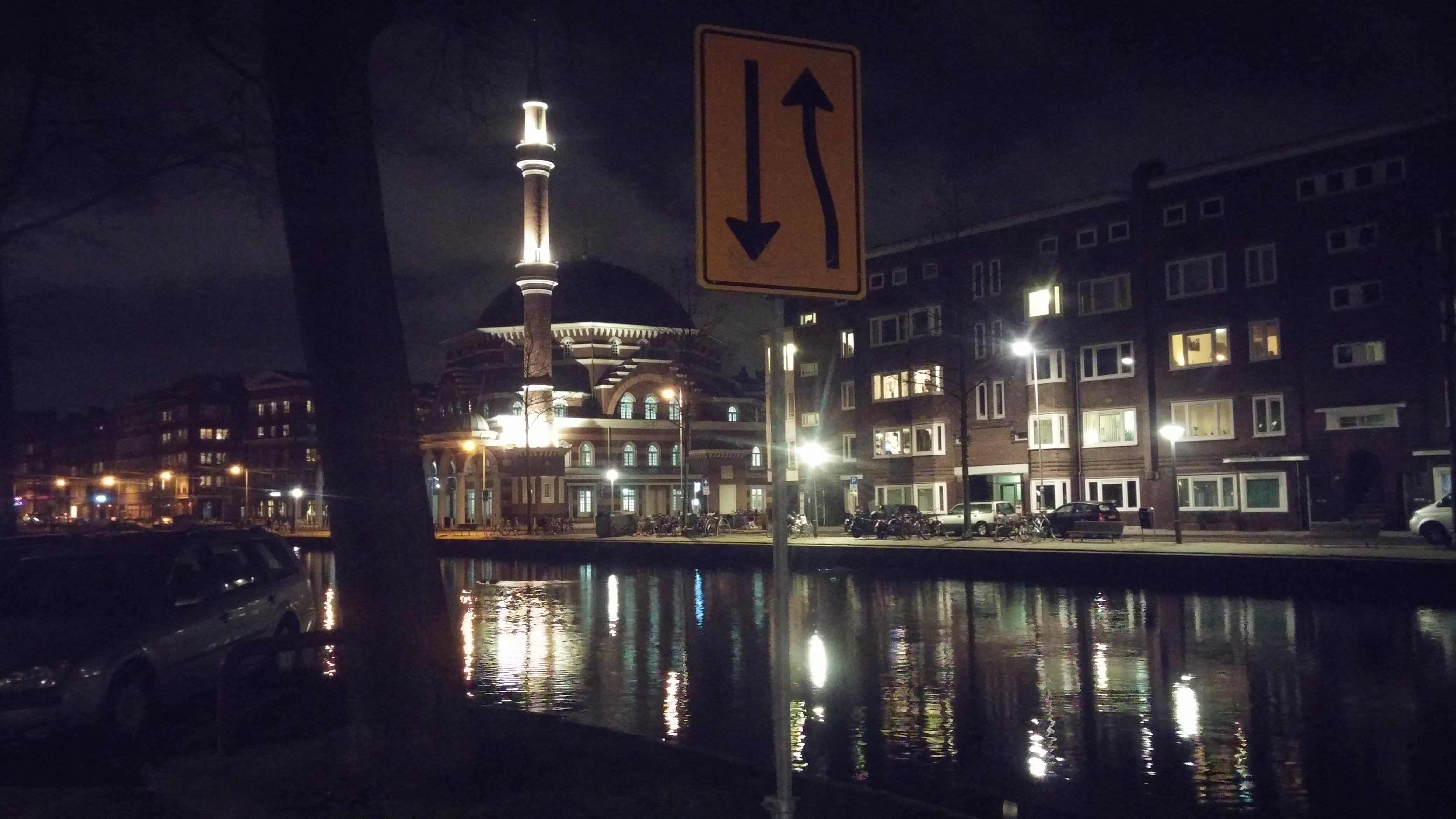